# Delia bisciliata
Delia bisciliata är en tvåvingeart som först beskrevs av Fritz Isidore van Emden 1941.  Delia bisciliata ingår i släktet Delia och familjen blomsterflugor.
Artens utbredningsområde är Kenya. Inga underarter finns listade i Catalogue of Life.